# Reinhold Zimmermann
Reinhold Zimmermann (* 11. August 1889 in Aachen; † 4. April 1956 in ebenda) war ein deutscher Schulleiter, Chordirigent und Musikschriftsteller.

## Leben
Zimmermann wurde 1910 Lehrer in Aachen und 1941 dort Volksschuldirektor. 1920 wurde er Musikredakteur der Zeitschrift Der Türmer und schrieb später insbesondere für die Zeitschrift für Musik. 1925 bis 1939 veranstaltete er in Aachen vielbeachtete Jugendkonzerte.
Hans Joachim Moser schreibt in seinem Nachruf über Zimmermann: „Eines seiner Vorzugsgebiete war das Fragengebiet ‚Musik und Rasse‘, worin er aber mit großer Kenntnis der anthropologischen Forschung nie Günthersche Abwege beschritt.“ Wie sein Freund Moser gehörte Zimmermann jedoch zu den eifrigen Verfechtern der NS-Ideologie und trat schon 1920 mit antisemitischen Ausfällen gegen den „Geist des Internationalismus in der Musik“ hervor. Laut eigenen Angaben war er 1922/23 Mitglied der NSDAP, 1924/25 der DNVP, 1928/29 abermals der NSDAP, um schließlich März 1933 mit der alten Mitgliedsnummer 73.035 einzutreten, im selben Jahr trat er dem  Nationalsozialistischen Lehrerbund bei. Später war er in der Reichsschrifttumskammer „Fachschriftsteller für Musik und Rassenkunde“ und ab 1936 Mitarbeiter in der Reichsleitung des Rassepolitischen Amts. 1942 wurde er – nach eigener Aussage – aus der NSDAP ausgeschlossen, nach offiziellen Unterlagen aber erst 1944. Die Gründe sind nicht bekannt.
Im Mittelpunkt seiner Forschungen standen Beethovens Adlatus Anton Schindler sowie César Franck und Anton Bruckner. Er besaß zahlreiche Briefe Beethovens an Schindler, die sich heute im Bonner Beethoven-Haus befinden.

## Publikationen (Auswahl)
- Die zweite deutsche Aufführung von Beethovens Neunter Symphonie zu Aachen am 23. Mai 1825. In: Neue Musik-Zeitung, Jg. 42 (1921), S. 71–74
- Anton Schindlers Aufzeichnungen über die Leistungen der Orchester in Paris und Berlin. In: Das Orchester. Halbmonatsschrift zur Förderung der Musik und des Musikerstandes, Jg. 3 (1926), S. 193f., 205f., 219f.
- A. Schindlers Verhältnis zu der Musik und den Musikern seiner Zeit, auf Grund von Schindlers Tagebuchaufzeichnungen. In: Neue Musik-Zeitung, Jg. 47 (1926), S. 245–250
- Anton Schindler (1795–1864), ein Leben für Beethoven. In: Beethoven-Almanach der Deutschen Musikbücherei auf das Jahr 1927, Regensburg 1927, S. 374–382
- Eine „Aesthetik der Tonkunst“ von Anton Schindler. In: Allgemeine Musikzeitung, Jg. 57 (1930), S. 313–316 (Über ein Vorlesungsbuch Schindlers von 1846)
- Ein neuer Beethovenfund in Anton Schindlers Nachlass. In: Die Musik, Jg. 23.1, März 1931, S. 401–414, Textarchiv – Internet Archive (Ein unbekanntes Konversationsheft Beethovens)
- Anmerkungen zu Clauß „Rasse und Charakter“. In: Die Sonne. Zeitschrift für nordische Weltanschauung, Jg. 13 (1936), Heft 4, S. 154–160
- Rasse und Rhythmus. In: Die Sonne. Zeitschrift für nordische Weltanschauung, Jg. 13 (1936), Heft 9, S. 386–397
- Ein Wort für César Franck. In: Zeitschrift für Musik, Jg. 105 (1938), S. 71f.
- Um Anton Bruckners Vermächtnis. Ein Beitrag zur rassischen Erkenntnis germanischer Tonkunst. Stuttgart 1939
- Anton Reicha. Der deutsche Lehrer Cäsar Francks in Paris. In: Die Musik, Jg. 33 (1940/41), S. 295–297
- Cäsar Franck. Ein deutscher Musiker in Paris. Heimat-Verlag, Aachen 1942